# AES Brasil
A AES Brasil foi uma empresa de energia elétrica brasileira. Foi subsidiária da AES Corporation, uma das maiores empresas de energia dos Estados Unidos, até ser comprada pela Auren Energia em 2024.
A AES Brasil atuava nos setores de serviços, geração, armazenamento de energia elétrica. Estava presente no país desde 1997.

## Histórico

### Aquisições da AES Corporation no Brasil
A estatal federal Light foi privatizada pelo programa federal de desestatização através de leilão na Bolsa de Valores do Rio de Janeiro, em 21 de maio de 1996, sem ágio, por US$ 2,26 bilhões, onde os compradores da empresa foram as empresas/consórcios:
- a maior parcela (34%) foi comprada pela estatal francesa Electricité de France (EDF) e pelas companhias americanas Houston Industries Energy e AES Corporation, cada uma com 11,35% de participação;[4]
- Companhia Siderúrgica Nacional (7,25%);[5]
- BNDESPar, com 9,14%[6]

A Companhia Centro-Oeste, resultado da cisão da estatal gaúcha CEEE foi adquirida por R$ 1,510 bilhão pela AES Corporation em leilão realizado na Bolsa de Valores do Extremo Sul em 21 de outubro de 1997.
A Eletropaulo Metropolitana, uma das empresas criadas na cisão da estatal paulista Eletropaulo, adquirida por 2,026 bilhões em 15 de abril de 1998 pelo consórcio Lightgás, formado porː AES Corporation (11,46%), Houston Industries Energy (11,46%), Électricité de France (EDF) (11,46%) e Companhia Siderúrgica Nacional  (7,32%).
Em 1999, o grupo AES adquiriu a Companhia de Geração de Energia Elétrica Tietê, uma das três empresas criadas no processo de cisão da estatal paulista Companhia Energética de São Paulo (CESP) para privatização. A empresa, até então denominada AES Tietê S.A., manteve o parque de 12 usinas hidrelétricas, sendo controlada, desde 2003, pela Companhia Brasiliana de Energia – holding formada pela AES Corp e o BNDES (Banco Nacional de Desenvolvimento Econômico e Social).
Em fevereiro de 2002, foi concluído o processo de reestruturação societária, consolidando a EDF como principal acionista/acionista controladora da Light, quando houve a troca de ações entre o grupo francês EDF (que ficou com a Light) e a AES Elpa, que assumiu o controle da Eletropaulo.
Em 8 de julho de 2011, a TIM compra a empresa AES Atimus por 1,6 bilhões de reais, empresa resultado da fusão das infraestruturas de fibras ópticas da AES Eletropaulo Telecom e da AES Com Rio.
Em 16 de junho de 2016, a AES Sul foi vendida para o Grupo CPFL Energia por quase R$ 1,7 bilhões, passando a se chamar RGE Sul.
Em 4 de junho de 2018, a Enel Brasil adquire a AES Eletropaulo, distribuidora oriunda das empresas Light & Power Company Limited, Light - Serviços de Eletricidade SA e Eletropaulo. Na ocasião, a companhia italiana pagou R$ 5,55 bilhões, o que representa 73,38% do capital total da concessionária paulista. A partir dessa data, entre outros acionistas, a americana AES e o BNDES, deixaram de fazer parte do quadro societário da Eletropaulo.

### AES Tietê
A AES Tietê S.A. tem concessão de 30 anos (até 2029) para a fonte hidráulica e quase a totalidade de sua energia assegurada estava contratada, até 2015, por meio de um contrato bilateral de compra e venda de energia elétrica com a AES Eletropaulo. Considerando o vencimento em dezembro de 2015 do contrato de energia com a AES Eletropaulo, a AES Tietê S.A. iniciou em 2012 sua estratégia de comercialização de energia para negociar a maior parcela de sua energia disponível no Ambiente de Contratação Livre (ACL).
Em julho de 2011, a Companhia finalizou a construção da PCH São Joaquim, em São João da Boa Vista (SP), que somou 3 MW à capacidade instalada da AES Tietê S.A. e que fica localizada no Rio Jaguari – Mirim. Há ainda a unidade PCH São José, também localizada no Rio Jaguari-Mirim, com 4 MW de capacidade instalada, na qual a construção foi finalizada no início de 2012.
Em 31 de dezembro de 2015, foi finalizada a reestruturação societária da AES Tietê S.A. e de sua controladora, a Companhia Brasiliana de Energia. Nessa reestruturação, a AES Tietê S.A incorporou a a AES Rio PCH Ltda. e, posteriormente, foi incorporada pela Companhia Brasiliana de Energia. A denominação da Companhia resultante foi alterada para AES Tietê Energia S.A..
Em novembro de 2020, a AES Tietê renova sua marca e passa a se chamar AES Brasil.
Em novembro de 2021, a AES Tietê Energia S.A. é incorporada pela AES Brasil Operações S.A..

### Compra pela Auren
Em 15 de maio de 2024, foi anunciada a compra da AES Brasil pela Auren. Com a incorporação dos ativos da AES Brasil, seria criada a terceira maior geradora do Brasil, com 8,8 GW de capacidade instalada. Será feita uma reorganização societária que converterá a AES em subsidiária integral da Auren e ocorrerá a unificação das bases acionárias da Auren e da AES Brasil.

## Geração de Energia
A AES Brasil tinha capacidade instalada de 4.140 MW de 2022. O parque é totalmente formado por energia renováveis sendo composto por hidrelétricas (2.658,4 MW), eólicas (1.187,5 MW) e usinas solares (295,1 MW)
No segmento de geração de energia, a AES Brasil possui, no Estado de São Paulo, um parque gerador composto por nove usinas hidrelétricas nas regiões Central e Noroeste do Estado, além de três PHCs ( pequenas centrais hidrelétricas) no Estado de Minas Gerais , com capacidade instalada de 2.651 MW – o que corresponde a 21% da energia gerada em território paulista e a 2,6% do mercado nacional. 
Além da fonte hidráulica, a Companhia incluiu em seu portfólio a fonte eólica, em agosto de 2017, por meio da aquisição do Complexo Eólico Alto Sertão II com capacidade instalada de 386,1 MW e energia contratada por 20 anos por meio de Leilão de Energia de Reserva (LER) e Leilão de Energia Nova A-3 (LEN) realizados em 2010 e 2011, cujos contratos expiram em 2033 e 2035, respectivamente. 
A fonte solar passou a fazer parte do portfólio da AES Tietê Energia em agosto de 2017 após a conclusão da aquisição do Complexo Solar Boa Hora (atual Complexo Solar Ouroeste), com capacidade total projetada de 91 MWp (75 MWac). A planta foi outorgada no 8o Leilão de Energia de Reserva realizado em 13 de novembro de 2015 com o direito de fornecimento de energia contratada por 20 anos e o início de operação comercial ocorreu em agosto de 2019.

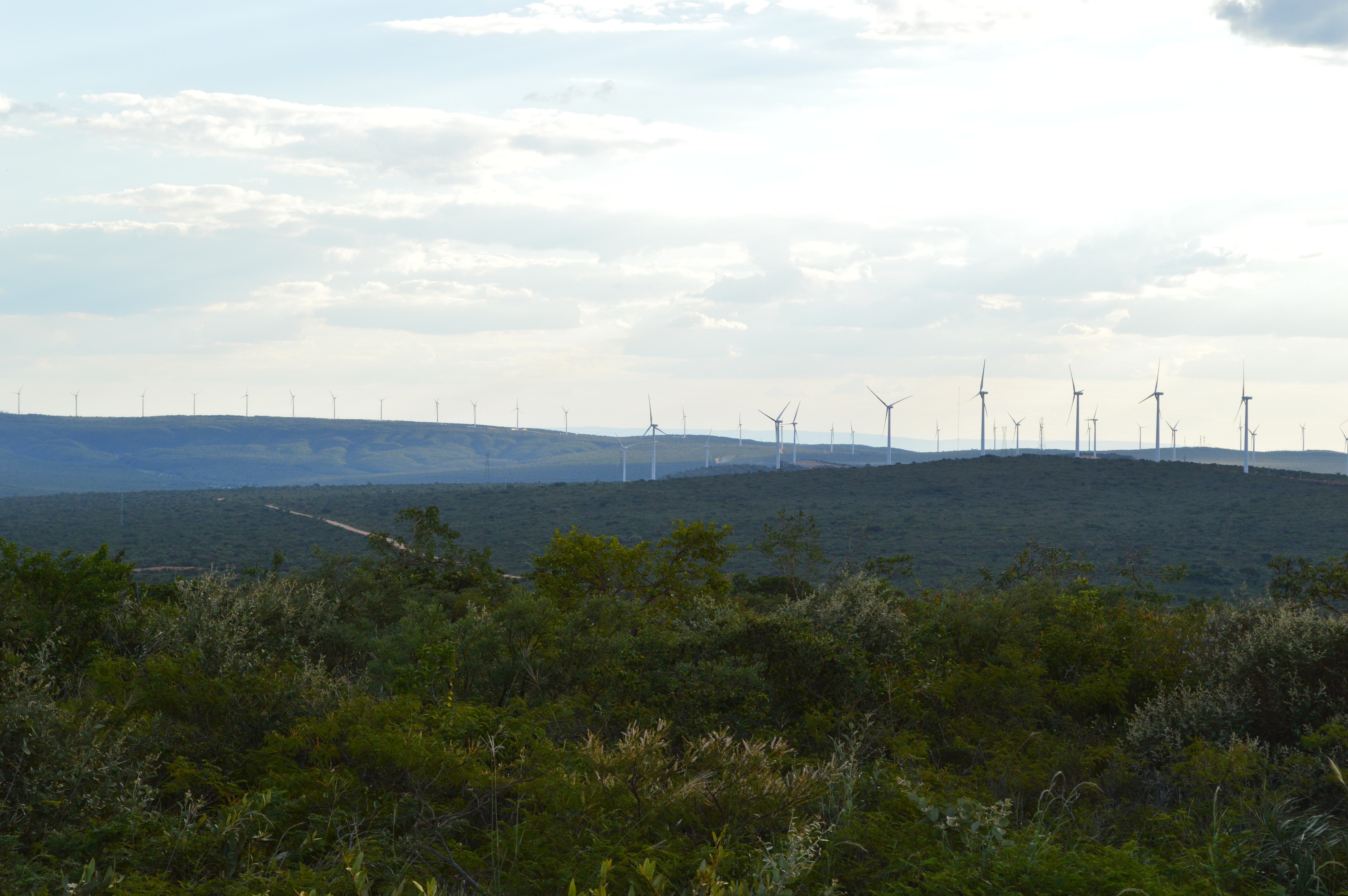
Vista panorâmica parcial, em Caetité, onde fica localizado o Complexo de Alto Serão.

Adicionalmente, a Companhia obteve no 25o Leilão de Energia Nova A-4/2017 o direito de comercializar, no mercado regulado, energia a ser gerada pelo Complexo Solar Água Vermelha II, que será construído em conjunto com o Complexo Solar Boa Hora. A AGV Solar possui uma capacidade instalada projetada de 94 MWp (75 MWac) e energia contratada por 20 anos. O complexo atualmente faz parte do Complexo Solar Ouroeste. A entrada em operação comercial do complexo solar ocorreu em novembro de 2019. 
Ainda a respeito da fonte solar, a Companhia assinou um acordo de investimentos para a aquisição do Complexo Solar Bauru, com capacidade instalada projetada de 180 MWp (150 MWac) e localizado no município de Guaimbê, no Estado de São Paulo. A planta foi outorgada no 6o Leilão de Energia de Reserva realizado em 31 de outubro de 2014, com energia contratada por 20 anos. O complexo de Guaimbê foi inaugurado em agosto de 2019.

## Usinas

### Hidrelétricas
| Nome              | Tipo                               | Potência instalada (MW)        | Cidade                     | Inauguração |
| ----------------- | ---------------------------------- | ------------------------------ | -------------------------- | ----------- |
| Água Vermelha     | Usina hidrelétrica - UHE           | 6UGs x 232,7 = 1396,2          | Ouroeste - SP              | 1978        |
| Bariri            | Usina hidrelétrica - UHE           | 3UGs x 47,7 = 143,1            | Boracéia - SP              | 1965        |
| Barra Bonita      | Usina hidrelétrica - UHE           | 4UGs x 35,19 = 140,76          | Barra Bonita - SP          | 1963        |
| Caconde           | Usina hidrelétrica - UHE           | 1UG x 39,2 e 1UG x 41,2 = 80,4 | Caconde - SP               | 1966        |
| Euclides da Cunha | Usina hidrelétrica - UHE           | 4UGs x 27,2 = 108,8            | São José do Rio Pardo - SP | 1960        |
| Ibitinga          | Usina hidrelétrica - UHE           | 3UGs x 43,8 = 131,4            | Ibitinga - SP              | 1969        |
| Limoeiro          | Usina hidrelétrica - UHE           | 2UGs x 16 = 32                 | Mocóca - SP                | 1958        |
| Nova Avanhandava  | Usina hidrelétrica - UHE           | 3UGs x 115,8 = 347,4           | Buritama – SP              | 1982        |
| Promissão         | Usina hidrelétrica - UHE           | 3UGs x 88 = 264                | Promissão – SP             | 1975        |
| Mogi-Guaçu        | Pequena central hidrelétrica - PCH | 2UGs x 3,6 = 7,2               | Mogi Guaçu - SP            | 1994        |
| São José          | Pequena central hidrelétrica - PCH | 4,0                            | Mogi Guaçu - SP            | 2012        |
| São Joaquim       | Pequena central hidrelétrica - PCH | 3,0                            | São João da Boa Vista - SP | 2011        |

### Eólicas
| Nome                              | Tipo               | Potência instalada (MW) |
| --------------------------------- | ------------------ | ----------------------- |
| Complexo Eólico Alto Sertão II    | Usina éolica - UEE | 361                     |
| Complexo Eólico Ventus            | Usina éolica - UEE | 187                     |
| Complexo Eólico Mandacaru         | Usina éolica - UEE | 108                     |
| Complexo Eólico Salinas           | Usina éolica - UEE | 50,4                    |
| Complexo Eólico Ventos do Araripe | Usina éolica - UEE | 210                     |
| Complexo Eólico Caetés            | Usina éolica - UEE | 182                     |
| Complexo Eólico Cassino           | Usina éolica - UEE | 64                      |

### Solares
| Nome                                      | Tipo              | Potência instalada (MW) |
| ----------------------------------------- | ----------------- | ----------------------- |
| Complexo Solar Guaimbê                    | Usina solar - UFV | 145,1 MW                |
| Complexo Solar Ouroeste (AGV e Boa Hora): | Usina solar - UFV | 145,1 MW                |

## Reposicionamento da marca AES no Brasil
Desde novembro de 2020, a AES adotou o sistema de marca única no país. Assim, todas as empresas passaram a adotar a marca AES Brasil. A mudança visa facilitar o reposicionamento da marca para a liberalização do mercado de energia no Brasil no futuro. 